# Funastrum flavum
Funastrum flavum là một loài thực vật có hoa trong họ La bố ma. Loài này được (Decne.) Schltr. mô tả khoa học đầu tiên năm 1914.

## Hình ảnh

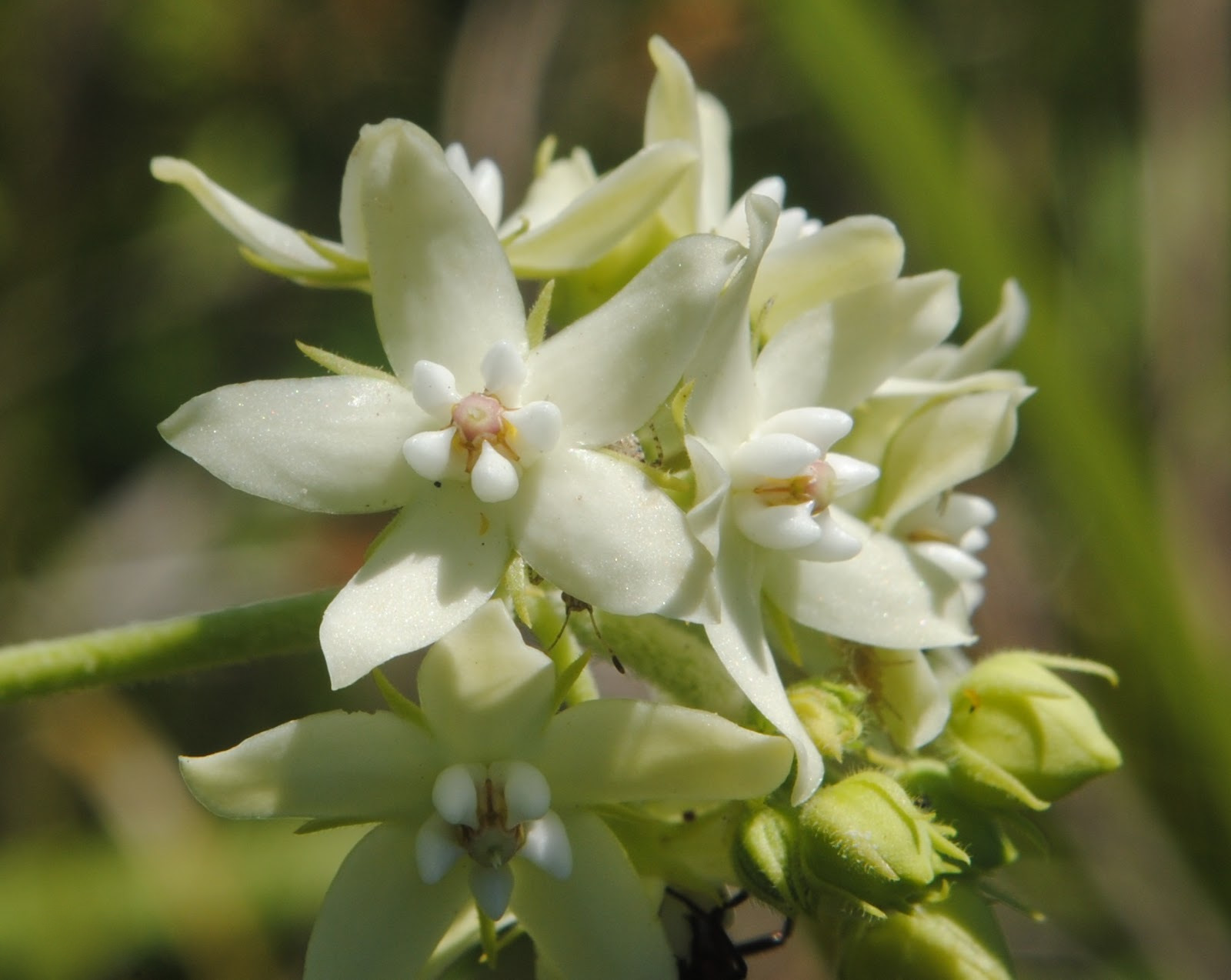
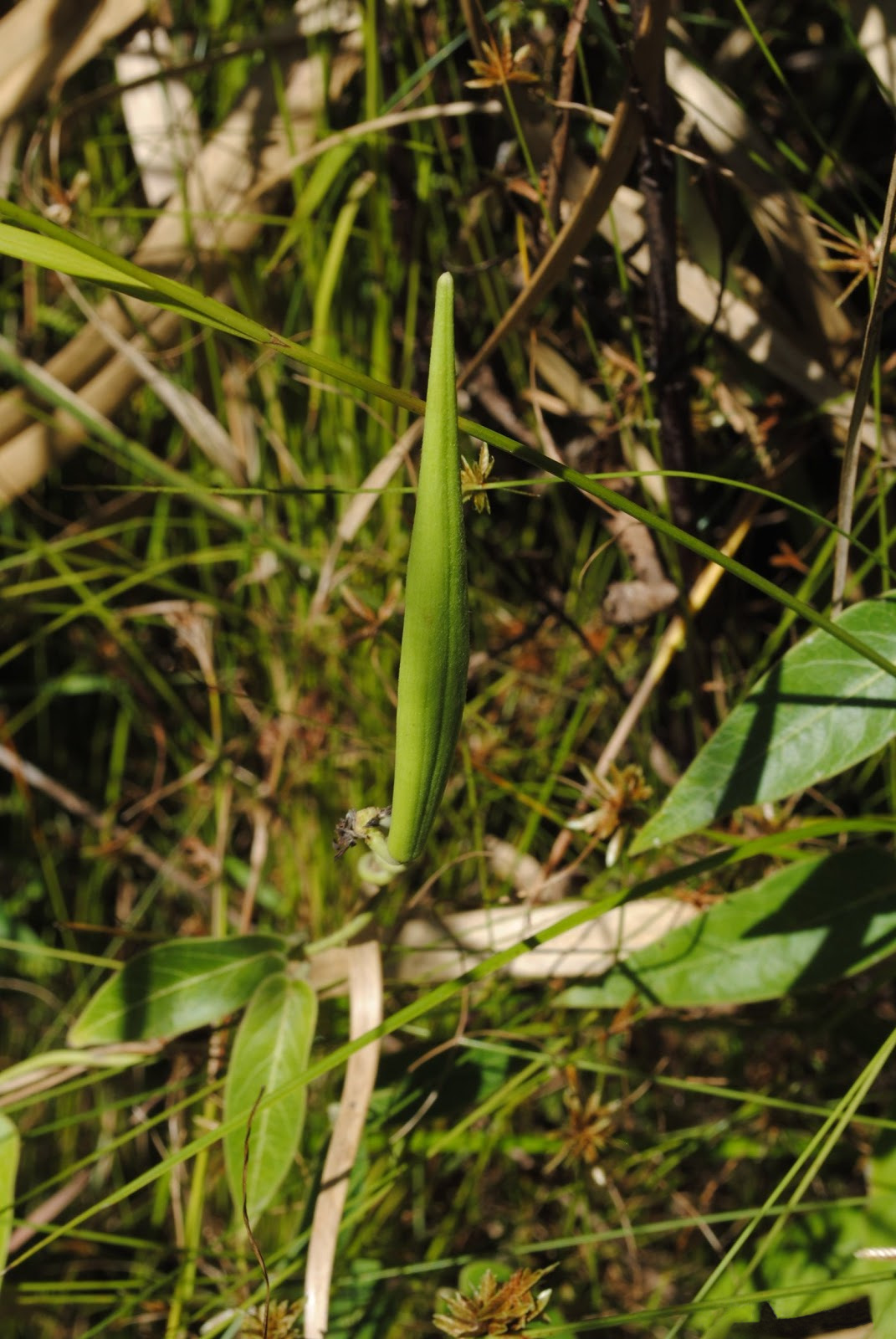
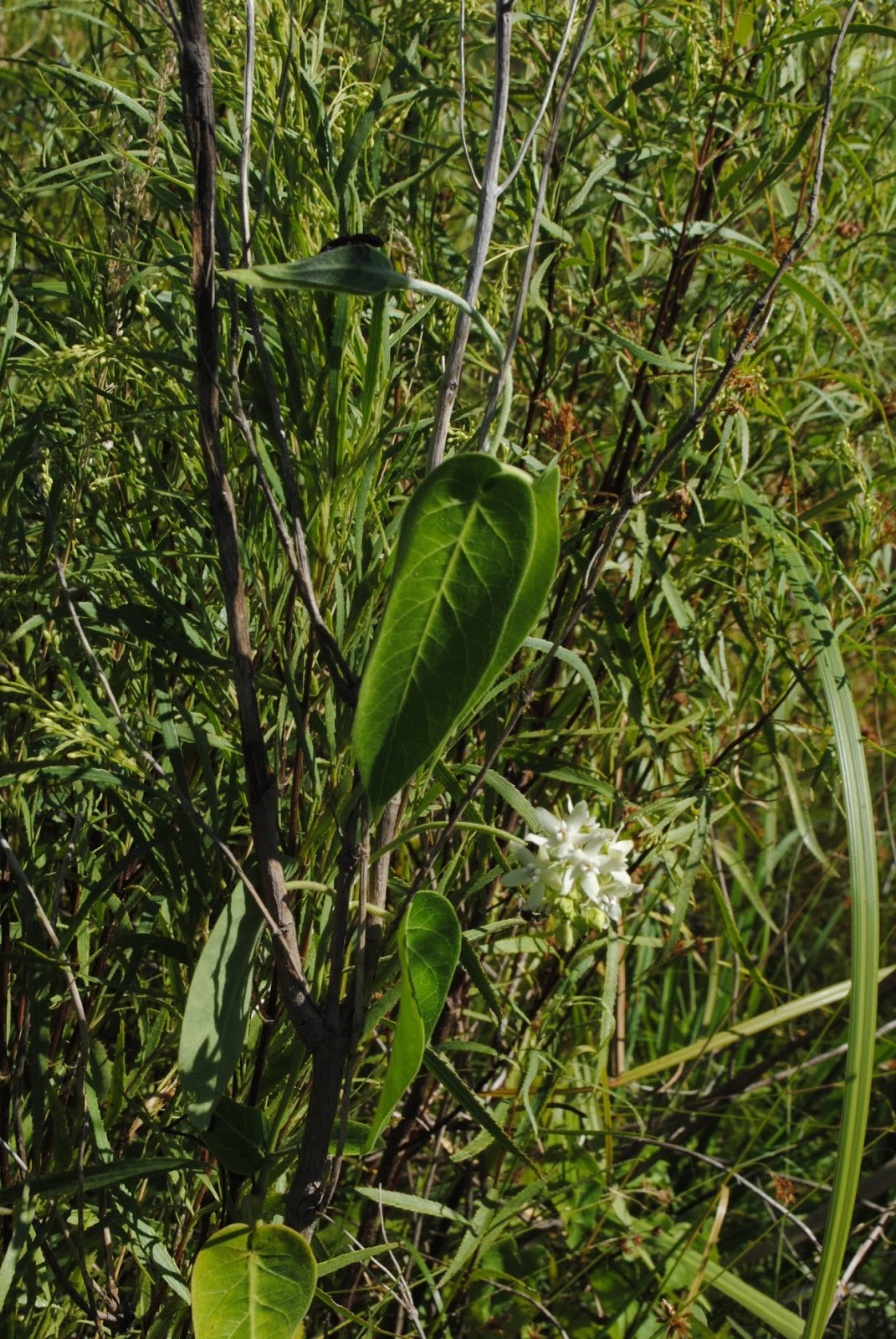